# Външна политика на Русия
Тази статия отразява външната политика на Русия след разпадането на СССР през 1991 година.
Външната политика на Русия се ръководи от президента на Руската федерация и се осъществява от нейното правителство, главно чрез външното ѝ министерство, спрямо други държави, страни, народи, чуждестранни граждани, международни организации и блокове от държави.
Възстановяването на дипломацията на Русия започва от Борис Елцин (1996 – 1999) след разпадането на федералната държава СССР и продължава по времето на неговия наследник Владимир Путин. Основава се на политическия реализъм, като основните цели са свързани с националните интереси на Русия. Готовността на руските лидери за възстановяване на бившия престиж на тяхната държава като суперсила е сред най-забележителните неща в началото на 21 век.
Като най-близки съюзници на Русия могат да се определят Беларус, Армения, Казахстан, Таджикистан, държави с неутрална или прозападна позиция в отношенията си с Русия са Азербайджан, Нагорни Карабах, Грузия, Туркменистан, Украйна, Естония и други.
Външната политика на Русия през първото десетилетие на новия век коренно се различава от тази, провеждана от първите постсъветски ръководители след разпадането на СССР (декември 1991 г.). Първоначално те продължават да се ръководят от провъзгласената от М. Горбачов концепция за „новото политическо мислене“, за създаването на „единен свят“ въз основа на „общочовешките ценности“ и живеят с илюзията за бърза интеграция в структурите на Запада. И получават жесток урок. Основата за неуспехите и провалите във външнополитическите планове на Москва се корени не само в нереалните планове за бързото сближаване със Запада. Тя е заложена в подписаната от М. Горбачов на 19 ноември 1990 г. Парижка харта за образуване на нова и свободна Европа, както и в Договора за обикновените въоръжени сили в Европа (ДОВСЕ), сключен също така на 19 ноември 1990 г. от страните, членуващи в НАТО и в Организацията на Варшавския договор (ОВД). ДОВСЕ ограничава броя на тежките въоръжения и установява квоти за бойна техника на всяка от страните участнички в Договора. Общата им сума е разделена поравно между НАТО и ОВД. Договорът задължава всеки участник един път на шест месеца да информира своите партньори за наличие на тези въоръжения в една или друга точка на своята страна (в нейната европейска част) и да осигурява условия за проверка на подадените сведения. ДОВСЕ обаче влиза в действие на 9 ноември 1992 г., когато СССР и Варшавският договор вече не съществуват. В резултат квотите за въоръжения в НАТО започват да превишават руските по някои показатели 5−6 пъти. Освен че се създава военна диспропорция между Русия и НАТО, извеждането на съветските войски от Източна Европа и Прибалтика превръща тези региони в сфера на пряко влияние на НАТО.

## Отношения с ЕС
Основна статия Отношения Русия-ЕС.
Най-голямата съседна държава на ЕС е Русия. Русия играе важна роля по отношение на гео-политиката и сигурността, както на регионално, така и на глобално ниво. Това се определя от Европейската стратегия за сигурност от 2003 г. Като стратегически партньор на ЕС, Русия работи по изграждането на стратегическо сътрудничество.
През юни 1994 е подписано Споразумение за партньорство и сътрудничество (СПС), което влиза в сила на 1 януари 1997. То дава правна основа на двустранните отношения между ЕС и Русия.
През май 2003 се провежда среща на върха в Санкт Петербург, където ЕС и Русия се споразумяват да задълбочат сътрудничеството помежду си, създавайки 4 общи пространства в рамките на СПС:
- общо икономическо пространство;
- общо пространство на свобода, сигурност и правосъдие;
- общо пространство в областта на външната сигурност;
- общо пространство за научни изследвания и образование, включително култура.

На 26 – 27 юни 2008 е прието Съвместно изявление за откриването на преговорите за ново Споразумение на Срещата на върха ЕС – Русия, Ханти-Мансийск. Последвалият конфликт между Русия и Грузия налага тяхното прекратяване. На 2 декември 2008 преговорите биват възобновени, за да бъде засилено партньорството в областта на политиката и икономиката.
На Срещата на върха ЕС – Русия, проведена на 18 ноември 2009 в Стокхолм са обсъдени споразумение за енергийна сигурност и споразумение между ЕС и Русия. Основни теми на срещата са енергийната ефективност и енергийната сигурност. ЕС и Русия са взаимно зависими енергийни партньори.
На 16 ноември 2009 в Москва между Русия и ЕС е подписан Меморандум за създаване на механизъм за ранно предупреждение при енергийните доставки.
Европейският съюз е основен външнотърговски партньор на Русия, на който се падат над 50% от взаимния стокообмен. След приемането на новите 10 държави членки през 2004 г., тази цифра надхвърля 55% от стокообмена на Русия с ЕС, а Русия става петият по обем търговски партньор на ЕС.

## Отношения с НАТО
Основна статия Отношения Русия – НАТО.
Русия е страна членка на Съюза на независимите държави, Съюза между Русия и Беларус, ОССЕ и Северноатлантическия съвет за сътрудничество. На 22 юни 1994 подписва инициатива на НАТО Партньорство за мир. На 20 април 1997 ратифицира заключителния акт, с който страните се надяват да създадат и утвърдят едни силни взаимоотношения между Русия и НАТО – това би имало само позитивни ефекти върху сигурността в Европа през 21 век. По времето, когато е подписан документа е имало много съмнения, дали това ще се постигне като амбиция. Това споразумение е заменено от Съвета на Русия – НАТО, който се съгласява на срещата на министрите на върха в Рим през 2002. На 24 юни 1994 Русия и ЕС подписват споразумение за партньорство и сътрудничество.

## Отношения между Русия и САЩ
6 – 8 юли 2009 г., Дмитрий Медведев провежда разговори с Барак Обама по време на официалното му посещение в Москва. Подписани са двустранни споразумения, включително транзитното преминаване на американски военни товари и персонал за Афганистан през руското въздушно пространство, както и за намаляване на стратегическите нападателни оръжия.
На 8 април 2010 руският президент Дмитрий Медведев и президентът на САЩ Барак Обама подписват в Прага Договор за ограничаване на стратегическите настъпателни оръжия за срок от 10 години. Дмитрий Медведев заявява, че подписването на договора „ще утвърди не само сигурността на Русия и Съединените щати, но също така и сигурността на цялата световна общност“. Също така според президента „договорът може да действа и да бъде жизнеспособен само при условие, че няма наличие на нарастващи качествени и количествени възможности за изграждане на капацитета американската система за противоракетна отбрана“. Началникът на генералния щаб на руските въоръжени сили генерал Николай Макаров заявява, че „напредъкът в START-III облекчава взаимните притеснения и отговаря напълно на интересите на сигурността на Русия“. Според ръководителя на Комитета на Съвета на Федерацията по международните въпроси Михаил Маргелов START – III ще позволи на Русия да спаси „милиарди долари за модернизиране на съществуващи превозни средства за доставка, без да пречи на модернизацията на въоръженията“.

## Постсъветско пространство
Държавите, които са били съюзни републики в СССР, се смятат за така наречената „близка чужбина“. Руските лидери, вкл. руската външна политика, естествено смятат региона за цяло пространство. След разтрогването на договора за СССР, подписано от президентите на Русия, Украйна и Беларус, Русия се опита да възстанови влиянието си над постсъветското пространство, като на 8 декември 1991 г. създава Общността на независимите страни. През следващите години Русия изгражда няколко споразумения с постсъветското пространство, които имат за цел да институционализират отношенията вътре в общността. Въпреки това много от споразуменията не са изпълнени и страните от Общността започват да се дистанцират от Русия, която по същото време се опитваше да стабилизира увредената си икономика и да я обвърже със Запада. Един от най-големите проблеми, който влияе на руската външна политика, е големият брой руски граждани, които населяват страните от „близката чужбина“. По този въпрос се процедира индивидуално за всяка страна. Затруднение се отчива в страните, които са близко или пряко до руската граница, като Украйна, Казахстан. Част от тези територии имат искания да се присъединят към Русия. Руснаците в „близката чужбина“ не заемат активно участие във вътрешните отношения на съседските страни, дори и да става дума за интереса на етническите руснаци. Нещо повече трите балтийски страни (Литва, Латвия и Естония) официално намекват на Русия, че не искат да станат част от руската територията и сфера на влияние. Това оказа влияние при приемането на страните през 2004 г. в НАТО и ЕС.
Съществуват близки културни и етнически връзки между Русия, Украйна и Беларус. Традиционно за руската политика, те са третирани като една етническа група с руснаци, наричани още „Велики руснаци“, беларусите „Бели руснаци“ и украинците „Малки руснаци“. Това в известна степен показва наличие на национализъм на ниско ниво, особено в Беларус и Украйна, през разпада на СССР. Въпреки това малко украинци приемат статута на страната им, като „малкия брат на Русия“. От друга страна Русия полага усилия да се установи трайно в украинската вътрешна политика, пример за това е кандидатурата на Путин в президентските избори. Русия обаче запазва военните си бази в Армения, Беларус, Киргизстан, Молдова, Украйна и Таджикистан. Руските отношения с Грузия, са в изключително затруднено положение, което се дължи на две неща. Първото е руско-грузинската шпионска конфронтация, а второто е войната в Южна Осетия и Абхазия през 2008 г. Тогава Грузия прекратява дипломатическите си отношения с Русия и напуска Общността на независимите страни.

### Прибалтика (общо)
Най-острият проблем в отношенията между Русия и прибалтийските държави е фактът, че изискват от Русия да признае съветската окупация на балтийските страни в периода 1940 – 1991 г.
На 28 септември и 10 октомври 1939, след като Германия напада Полша, Съветският съюз също изпраща войски в Полша и на практика е участник в нейното разделяне – СССР предлага на балтийските държави да сключат договор за взаимопомощ, включително и военна помощ, създаване на военни бази и настаняването на съветски войски (25 хил. души в Латвия и Естония и 20 хил. в Литва). Според изявленията на балтийските държави тези договори са били наложени върху тях от страна на съветското ръководство и последвалото присъединяване към СССР трябва да се разглежда като окупация. По този начин пакта за ненападение между Германия и Съветския съюз, подписан на 23 август 1939 г. в резултат на Мюнхенското споразумение и отказа на страна на Великобритания да подпише пакта със Съветския съюз за взаимопомощ в случай на германска атака, всъщност предопределя съдбата на балтийските държави.
Едновременно със сключването на договор за взаимна помощ Литва, Вилнюс и регионът на Вилнюс преминават към Съветския съюз след разделянето на Полша. По-малко от една година след това и трите страни са включени в състава на Съветския съюз в качеството си на съюзнически социалистически републики. След съветската инвазия в балтийските страни през юни 1940 г. в трите страни е установено просъветско правителство. През август Върховният съвет на СССР одобрява исканията на Латвия, Литва и Естония да се присъединят към Съветския съюз.
В навечерието на Великата отечествена война на балтийските държави от НКВД са депортирани десетки хиляди души. В същия период в Латвия и Естония са сформирани дивизии на Waffen-SS, а полицейските батальони, воюващи на съветско-германския фронт, взимат активно участие в наказателни действия срещу цивилни граждани.
На конференцията в Ялта през февруари 1945 г. се определят следвоенните граници. Ръководството на страните съюзнички не желае да влошава отношенията със Съветския съюз. Впоследствие това не пречи на западните правителства да поддържат множество публични искания за независимостта на балтийските републики. В същото време официалното представяне на тези искания може да доведе до срив на цялата система на следвоенните международни споразумения. Проблемите намират своите решения, благодарение на центробежните процеси в самия Съветски съюз. Получили в резултат на това независимост, сега балтийските страни искат Русия да поеме вината за действията на съветското ръководство в качеството си на правоприемник на СССР. Русия силно се противопоставя на този подход.
Проблемът на „анексия“ и „окупация“ се свързва с въпроси от заключенията на граничните споразумения между Русия, Естония и Латвия, както и потискането на рускоезичното малцинство в тези страни, както и от липсата на напредък в областта на натурализацията (според руски източници, все още 450 – 480 хил. жители на Латвия и 160 хил. жители на Естония принадлежат към категорията на лица без гражданство), ограничения върху употребата на руския език, тормоз на бивши служители на съветските правоприлагащи служби и в същото време прославени прогермански групи ветерани като „борци за независимост от Съветския съюз“. Само Литва приема така наречената „нулева опция“, автоматично предоставяне на гражданство на всички граждани на СССР, които са пребивавали в държавата по времето на обявяването на независимостта.
Русия е недоволна от исканията на балтийските страни да се извини за „съветската окупация“ и да компенсира щетите нанесени от нея. Руските власти също така ги обвиняват в предизвикването на Европейския съюз и НАТО към по-твърда и по-лоша позиция спрямо Русия.
Належащ е и друг неуреден въпрос – искане от страна на балтийските държави за връщането на руските културни ценности.
След като през 2004 г. балтийските държави се присъединиха към ЕС, въпросът за нерешени отношения с Русия придобива нова неотложност за тях. Като членове на ЕС балтийските държави следва да бъдат включени в процеса на улесняване на визовия режим, който е в ход между ЕС и Русия, както и да засилят усилията си за борба с нелегалната имиграция. Въпреки това да се премине към решаване на тези проблеми без гранични договори с Русия е почти невъзможно.

### Азербайджан
Въпреки ясно проамериканската позиция на Азербайджан Русия продължава да води диалог със страната.
Нагорни Карабах
Руските власти и Армения си сътрудничат с цел да се намери трайно решение на последиците от конфликта в Нагорни Карабах, който е от първостепенно значение за поддържането на стабилността в региона.

### Армения
Русия вижда верен съюзник в лицето на Армения. Армения винаги е поддържала тесни стратегически отношения с Москва, по-специално с цел да преодолее геополитическата си изолация от враждебни съседи (Турция, Азербайджан).

### Беларус
След разпадането на СССР през 1991 г. отношенията между Русия и Беларус са много по-стабилни в икономически, енергиен и политически план, отколкото с други съветски републики. Въпреки продължаващия диалог по отношение на цените и доставките на газ, отношенията им са повече от приятелски.
На 3 февруари Русия и Беларус подписват споразумение за създаване на обща система за противовъздушна отбрана. В същия ден Москва заявява, че ще обмисли отпускане на кредит от няколко милиарда рубли в Минск, като засяга и някои въпроси свързани с енергийното сътрудничество с Беларус.

### Грузия
Грузия обвинява Москва за подкрепа на сепаратистките власти на Абхазия и Южна Осетия. От своя страна Русия отдавна вини Грузия за „хлабавост“ към бунтовните чеченци по склоновете на грузинския Кавказ.
Руско-грузинската конфронтация се превръща в пряка военна конфронтация, след намесата на грузинската армия в Южна Осетия в нощта на 7 – 8 август 2008 г. С изпращането на своите въоръжени сили, Русия заявява, че иска да възстанови мира и да защитава своите граждани (над 70% от Южна Осетия имат паспорт на Руската федерация).
На 29 август 2008 Грузия прекъсва дипломатическите си отношения с Руската федерация, като правителството на Швейцария се съгласява да представлява интересите на Грузия в Москва.

### Естония
Основна статия: Отношения Русия-Естония.
С Естония Русия едва ли би могла да намери каквото и да е връзка за сътрудничество, тъй като съществува дълга история на недоверие между двете страни. След падането на съветския режим, Талин отрича членство в ОНД (1991), като става член на НАТО (2004) и ЕС (2004); руските войски напускат страната през август 1994, което спомага за преодоляване на руското влияние в Естония.
Двете страни подписват споразумение през май 2005 за предвиждане на едно ново определяне на границите. Напрежението между Русия и Естония се покачва след като правителството на балтийската страна през април 2007 решава да премести паметника на Червената армия, което довежда до поредица от насилие и демонстрации, които предизвикват серия от усложнения в отношенията между Естония и Русия.

### Казахстан
Стратегическото партньорство между Русия и Казахстан също постига съществено развитие в различни области като политика, икономика, отбрана, транспорт, регионално сътрудничество, миграция, превенция и управление на извънредни ситуации, също изследвания и по отношение на техническата област.

### Таджикистан
Русия подписва договор с Таджикистан, с който е натоварена с контрола на границите на бившата съветска република. След относителното затишие, което започва през 1997, решението на президента Емомали Рахмон през април 2004 да се ускори напускането на руските граничари се разглежда като пречка за влиянието на Москва в Таджикистан. Тогава Душанбе приема инсталация на руска военна база и отдаване под наем на контролен център в космическото пространство на Нурек за неопределено време.

### Туркменистан
Подкрепяният от Москва президент Сапармурат Ниязов избира политика на неутралитет, както по отношение на съседните страни, така и в големите международни организации, като целта му е да предостави повече стабилност в страната си.
Със смъртта на Ниязов през 2006 бъдещето на доставките на туркменски газ към Москва става несигурно.
Макар че Москва е подписала споразумение с Туркменистан за енергийни доставки на газ и осигурява добра печалба от „Газпром“, Туркменистан поддържа политика на отваряне на своята икономиката, като последните проекти за газопроводи са с Китай, Пакистан, Азербайджан и Турция, независимо от Русия.

### Украйна
След разпадането на СССР през 1991 отношенията между Русия и Украйна се влошават – конкретно след Оранжевата революция през 2004 и особено след газовите кризи от 2006 и 2008 година.

## Отношения с други държави

### Германия
След края на Студената война Русия и Германия встъпват в ново стратегическо партньорство. Германия е най-големият търговски партньор на Русия, което се отнася и за Русия по отношение на Германия. Руската диаспора в Германия е една от най-големите в Западна Европа. В същото време, макар че отношенията между двете страни след падането на комунизма са като цяло добри, между тях не липсват търкания. Германският канцлер Герхард Шрьодер поставя като приоритетни по време на своето управление отношенията с Русия и работи усилено за осъществяването на Северен поток – газопровод, свързващ Русия и Германия (тогава Шрьодер е председател на борда на компанията North Stream AG – на английски north stream букв. северен поток). Но като негов наследник на канцлерския пост Ангела Меркел е по-критична и дори в някои случаи влиза в конфликт с Путин по въпроси като човешките права, както и други въпроси.

### Великобритания
Великобритания става първата влиятелна европейска страна, с която отношенията са преминали от „почти приятелство“ в началото на първия мандат на Владимир Путин до открита конфронтация през 2006 – 2007 г., особено след отказа на Великобритания да екстрадира в Русия няколко лица от списъка на издирваните от кабинета на руския главен прокурор, което се превръща в първия в постсъветската история случай на дипломатически сблъсък с глобална сила.
През юни 2004 г. Федералната служба за икономически и данъчни престъпления MIA подава иск за дейността на Британския съвет. След лична среща между руския президент Владимир Путин и британския премиер Тони Блеър, както и прекратяването на по-голямата част на Британския съвет в Русия, искът е оттеглен. Въпреки това в началото на 2006 г. той е възобновен – прокуратурата в Санкт Петербург възобновява разследването по по-рано спряното наказателно дело за незаконни стопански дейности на местния клон на Британския съвет (платени курсове по английски език).
През декември 2006 г. дейността на Британския съвет в Русия е преустановена в продължение на няколко седмици. Малко след това на руски високопоставени длъжностни лица е „препоръчано“ да се въздържат от участие в Лондонския икономически форум. В края на март 2007 г. в ревизията на външната политика на Министерството на външните работи на Руската федерация е обявено не само че Великобритания не е сред „водещите държави в Европа“, но е описана като „труден партньор“, перспективите на отношенията с който, според руското външно министерство, ще зависят от позициите на Великобритания по въпроса за „нови политически емигранти“. На 2 юли 2008 британските разузнавателни агенции оценяват Русия за третата страната, носеща опасност, след терористичната организация Ал Кайда и Иран.

### Норвегия
Русия и Норвегия имат спор по отношение стопанисването на така наречената „сива зона“ в Баренцово море. Според министъра на външните работи Йонас Гар Стьоре (февруари 2006 г.) издаването на „сивата зона“ на практика е решено, с изключение на южната част, където фокусът е върху богатите въглеводородни резерви.
Правителството на Норвегия води активен политически диалог с правителството на Русия да подкрепи участието на норвежката компания Statoil в разработването на полето Щокман, но „Газпром“ заявява, че той ще работи отделно.

### Швеция
На 15 февруари 2006 Държавната служба за сигурност (SEPO) на Швеция задържа руския учен Андрей Замятнин, който е работил по договор с Института по земеделие на Университета в Упсала. Той е заподозрян в шпионаж. На 17 април Замятнин е освободен. Той е оправдан по всички обвинения поради липса на доказателства срещу него и заминава за Русия. Без никакви обяснения на учения е забранено да се върне в Швеция.

## Посредничество в международни конфликти
Позицията на Русия при посредничество в международни конфликти играе изключително важна роля за руската политика и в частност в конфликта Косово, където отчаяно се опитва да установи мир. На 25 февруари 2008 г. руският министър на външните работи, официално обвинява НАТО и ЕС, че смятат да използват сила, за да задържат сърбите в Косово според декларацията за независимост от 2008 г. Русия е и балансьор в установяването на мир в Близкия изток и подкрепя многонационалните мисии на ООН в Персийския залив, Камбоджа, Бирма, Ангола, бивша Югославия и Хаити. Русия е страна учредителка на „Групата за контакти“ и между срещата на върха в Денвър през 1997 г. и началото на Руско-украинската война през 2014 г. е и членка на Г-8. През ноември 1998, Русия се присъединява към Азиатско-тихоокеанския форум за сътрудничество. Страната поддържа и стабилизиращи войски, командвани от НАТО в Босна и Херцеговина, и следва законовите рамки, установени от ОССЕ. Русия се съгласява с намесата на ООН и ОССЕ в регионални конфликти на територията на страни съседки, което включва и наблюдателните мисии в Грузия, Молдова, Таджикистан и Нагорно-карабахския регион в Азербайджан. На 16 май 1997 г. страната става поддръжник на международния трибунал и процеса срещу убийците на ливанския министър-председател Рафик Харири.

## Териториални спорове
Руската федерация е имала много териториални спорове през историята си.[необходимо е уточнение]
- Спор за Куриловите острови – има отношения към Итуруп, Кунашир, Шикотан и групата острови Хабомаи, които са принадлежали на Руската империя до Руско-японската война, когато Русия губи териториите, включително и южните части от остров Сахалин. Русия (СССР) си ги връща в края на ВСВ, през 1945 г. на Ялтенската конференция, когато съюзниците се споразумяват за връщането на островите в пределите на СССР. Принадлежността на островите към съюза обаче няма отношение към капитулацията на Япония, които да са документирани или записани. По-късно Япония, използвайки капитулацията като аргумент, изисква връщането на островите, които са „спорни северни територии“.
- Споровете с Китай най-накрая приключват на 21 юли 2008 г. – на този ден външните министри на двете страни подписват споразумение в Пекин. По силата на споразумението Русия дава на Китай около 174 km² територия. Прехвърлената територия съдържа остров Тарабаров и почти половината от остров Болшой Усурийски. На спорните територии населението е малко. Решението на граничния спор е продължило през 40-годишни преговори. Крайното споразумение е резултат от Пакта за добросъседство и приятелско сътрудничество, който е подписан на 2 юни 2005 г. от китайския външен министър Лий Заохинг и руският представител Сергей Лавров.
- Граници на Каспийско море – все още не са определени между страните. Спорът на Русия с Азербайджан и Казахстан е решен през 2003 г. Русия няма преки териториални интереси по границата на Каспийско море с Туркменистан и Иран, които не са съгласни с Каспийските споразумения.
- Преговорите между Русия и Естония достигат до желано съгласие през декември 1996 г., граничното споразумение влиза в сила през 1999 г. На 18 май 2005 г. външният министър на Естония Урмас Пает и руският му колега Сергей Лавров подписват в Москва „споразумение между правителството на Република Естония и правителството на Руската Федерация за Руско-естонската граница“ и „Споразумение между правителството на република Естония и Руската федерация за премахване на морските зони във Финландския залив и залива Навара“. На 20 юни 2005 г. естонският парламент ратифицира споразуменията с Русия, тогава и естонският президент Арнолд Рютел ги съобщава официално. Като резултат на ратифицирането на Тартунския мирен договор Русия смята, че Естония има амбиции да изисква територии от Псков и Ленинградска област, намиращи се в Руската федерация. На 31 август 2005 г. руският президент Владимир Путин дава писмена заповед към руското външно министерство да осведоми Естония, че Русия няма да спазва споразуменията между Руската федерация и Република Естония. На 6 септември 2005 г. руското външно министерство изпраща нота до Естония, в която пише, че то няма да заема страна в отношенията между двете страни и няма да се ангажира от последващите обстоятелства, които са обект и цел на споразуменията.
- Русия представя и териториални претенции към Антарктика и отказва да признае претенциите на други страни. СССР участва в подписването на Антарктическия пакт през 1960 г.
- Граничните спорове с Грузия и грузинските региони, Южна Осетия и Абхазия като независими републики, се дължат на войната в Южна Осетия през 2008 г., което води до прекратяване на дипломатическите отношения между страните.
- След разпада на СССР, Москва отказа да признае украинския суверенитет над Севастопол, както и заобикалящата го Кримска област, позовавайки се на това, че града никога не е бил интегриран в Социалистическата република Украйна заради военния си статут. Това искане е изоставено в рамките на двустранния пакт за приятелство и мир, което потвърди, че Крим и Севастопол принадлежат на Украйна. Отделно споразумение установи рамките за предоставяне в дългосрочен план и ресурсите в и около Севастопол на Русия. Въпреки това, след началото на Евромайданския конфликт, територията отново стана спорна и върна Русия към съветския си подход.

## Развитие след 2008 г.

### От Косово до Южна Осетия (2008)
Виж още: Косовска война и Страни, признаващи Косово
На 17 февруари 2008 Косово провъзгласи независимостта си от Сърбия. Съединените щати, както и десетина европейски страни, незабавно признаха новата независима република, а Съветът за сигурност към Организацията на обединените нации се събира по спешност по искане на Москва на другия ден, за да проучи въпроса, замразен от 1999 г. По време на заседанието, само една страна от 15-те държави членки, Русия, поиска от ООН да провъзгласи прокламацията за „нищожна и неуместна“. След неуспеха за Москва на заседанието, Русия се обяви, че „се чувства упълномощена да поддържа отношения със самопровъзгласили се държави“, въпреки заплахите на Европейския съюз да не смята Косово за прецедент за други страни, преди да осъди официално независимостта на албанската република. Действително същия ден грузинските сепаратистки провинции Южна Осетия и Абхазия се събудиха и поискаха отново Русия да признае независимостта им с цел бъдещ федерален съюз на трите единици. Но съюзниците на Съединените щати продължаваха постепенно да признават независимостта на Косово. На 19 май 2009 г., 60 страни от международната общност признаха новата страна, като последна по време беше Бахрейн.
Проблемите се прехвърлиха от Косово в Грузия от следващия месец. На 6 май 2008 г. в отговор на признаването на независимостта на автономната сръбска област от Съединените щати, Русия се оттегли от съглашението на страните на ОНД, които налагаха икономически санкции на сепаратистката грузинска провинция Абхазия от 1995 г. Някои страни, като Швеция, осъждат акта, а ръководителят на шведската дипломация Билдт заявява, че актът на Москва „може да бъде разглеждан като фактическа анексия“. Същата декларация е публикувана и от Генералния секретар на НАТО Яаап де Хооп Шефер, докато руският президент Дмитрий Медведев признава исканията за икономическо сътрудничество между абхазките и руските пазари в Сухуми. Руско-грузинската криза се влошава леко на 20 април, когато един безпилотен разузнавателен самолет на Грузия, произведен в Израел, е свален над Абхазия.
Успоредно с това, по време на 20-ата Среща на върха на НАТО, която се провежда в Букурещ от 2 до 4 април, Украйна се оказва въвлечена в конфликта на великаните, когато в последния ден на срещата въпросът за Плана на действие за привличане към Северно-атлантическия алианс е предложен на Киев и Тбилиси. Русия (чийто министър-председател присъства на заседанието) се противопоставя незабавно, а отношенията между Москва и НАТО се влошават неимоверно. Именно през този период кризата с безпилотните самолети се задълбочава в Абхазия, а граничните произшествия между Южна Осетия и териториите, контролирани още от Тбилиси, стават все по-опасни. На 16 май 2008 г., руската контраразузнавателна служба (ФСБ) залавя двама руски граждани от грузински произход, Рамзан Туркошвили и Зелимхан Хангашвили, обвинени за шпионаж в полза на грузинските тайни служби SSIDИ и че стоят зад смъртоносните събития от 2004 в Прикавказието. Грузинското министерство на вътрешните работи отхвърля твърденията на Москва, но двамата не са освободени. Положението се влошава още през юни, когато Русия изпраща войски в Абхазия, под официалния довод да пази железопътните линии на областта.

### Външнополитическа доктрина (2009)
Концепцията за руска външна политика, одобрена и представена от руския президент Медведев на 15 юли 2008, призовава към отказ от блоковото мислене („двуполюсно“), за да се премине към така наречената дипломация „на мрежите“, които ще се градят върху форми на гъвкаво участие в многостранните структури. Документът твърди, че сегашните военнополитически съюзи (намек за НАТО, чието разширяване към руските граници дразни Москва) вече не са в състояние да се противопоставят на предизвикателствата и на настоящите „трансгранични“ заплахи.

### Втора война в Южна Осетия (август 2008)
Въпреки очакванията кризата става много по-сериозна в Южна Осетия, отколкото в Абхазия, през лятото на 2008 година. През целия месец юли, гранични инциденти причиняват смъртта на много хора от грузинска и южно-осетинска страна, докато Русия косвено се готви за война, най-вече като изпраща заплахи към Тбилиси. Това довебда до започване на военни действия от страна на Грузия на 7 август, потвърдено от доклада на Европейския съюз.
Въз основа на непубликувани свидетелства от някои войници, които са се сражавали в Грузия (но опровергани от руското правителство и проверени след това), 58-а армия на Русия, разположена във Владикавказ (Северна Осетия), е вдигната по тревога на 7 август и започва да навлиза масово в отцепилата се провинция след грузинското нападение. През следващата нощ започват въздушни боеве. Цели квартали на Цхинвали, столицата на Южна Осетия, са унищожени не само от грузински огън, но също така и от руски бомбардировки. Скоро сепаратисткото правителство намира убежище в Джава, в северната част на страната, но руските войски успяват да си възвърнат контрола над ситуацията. На следващия ден е отворен нов фронт в Абхазия.
Грузинската армия вече е разгромена. Въпреки призивите на Запада, Русия продължава настъплението към Кавказ и поразява цели в близост до големите градове на Грузия, сред които Зугдили, Боржоми, Сенаки и др. Гори, на около тридесет километра от Тбилиси, е окупиран до намесата на Европейския съюз, представляван от Никола Саркози. На 12 август войната de jure свършва, след като Южна Осетия, Абхазия, Русия и Грузия подписват Мирния план Саркози-Медведев. Въпреки това руските войски остават в Грузия през октомври същата година. Михаил Саакашвили явно е загубил войната и почти 20% от територията е вече в ръцете на сепаратистите.
На 14 август 2008 г. след сблъсъци с Русия парламентът на Грузия гласува оттеглянето си от ОНД. В същия ден мисиите CIPKF и JPKF на мироопазващите операции на страните от ОНД са завършени де факто, след оттеглянето на Грузия от организацията. Русия изпраща редовни войски в Абхазия и Южна Осетия, за да замени колективните мироопазващи сили на ОНД.
На 15 август 2008 г. Украйна и Молдова споменават възможно денонсиране на споразуменията за създаване на ОНД. Въпреки това никакви конкретни действия не са предприети в тази посока.
Непосредствено след конфликта най-големите поддръжници на САЩ в Европа заявяват да бъдат несравними врагове на Русия. Лидерите на Украйна, Полша, Естония, Литва и Латвия вече са посетили Саакашвили по време на войната в Тбилиси, а държавният секретар Кондолиза Райс, последвана от вицепрезидента на САЩ Дик Чейни, отиват на свой ред в Кавказ. Тбилиси скъсва всички отношения с Москва, която призна Абхазия и Южна Осетия на 26 август. Първите отношенията между самопровъзгласилите се републики и страна от международната общност, Русия, са създадени четири дни след обявяването на независимостта. Впоследствие Русия е последвана от Никарагуа (5 септември 2008 г.), Венецуела (10 септември 2009 г.) и Науру (15 декември 2009 г.). Светът излиза шокиран от експлозивната криза в Кавказ. НАТО прекъсва официалните дипломатически отношения с Москва вследствие на войната и вече отново се привижда призракът на двуполюсния свят, воден от Вашингтон от една страна и от Москва от друга.

### Зараждане на сегашната руска геостратегия
В интервю, излъчено на 31 август 2008 г. от руските телевизионни канали, Дмитрий Медведев представя подробно „пет принципа“, основополагащи за руската външна политика:
1. „приоритет“ на международното право;
2. „многополюсен“ свят;
3. желанието да „се избягват конфликт и изолация“
4. „защитата на живота и достойнството на руските граждани, където и да са; защита на предприемачите в чужбина“;
5. признаването от Русия на „зони на привилегировани интереси“.

Тази доктрина е предназначена да служи като потвърждение на силата на Русия в 2 отношения. От една страна тя заявява пред Запада, особено пред НАТО, че е възвърнала положението си на велика сила и че вече няма да приема да ѝ се диктуват условия на поведение. Мнението на Русия вече не може да пренебрегне и стратегическите ѝ интереси да не се зачитат, какъвто е случаят с многократните кръгове на разширяването на НАТО (Полша и Чехия през 1998 г., Централна и Източна Европа и балтийските страни през 2004 г.), и признаването на независимостта на Косово през февруари 2008 година. По този начин тя използва всички механизми за натиск, които са на нейно разположение, за да принуди Съединените щати да се откажат от плановете си за изграждане на противоракетна отбрана в Полша и Чехия или за да противодейства на разширяването на Атлантическия алианс в Украйна и Грузия. От друга страна тя изпраща ясно предупреждение към бившите съветски републики, че няма да се поколебае да използва сила, за да защити руснаците (етнически или натурализирани) и нейните стратегически интереси в рамките на „близката чужбина“ (както в случая с Южна Осетия, Абхазия и Приднестровието).

### Икономическа несигурност (от края на 2008 г.)
Световната икономическа криза, зародила се в САЩ през 2008 г., намаля световното потребление на въглеводородни продукти. Това води до спад в цените на стратегическите суровини, а и без съмнение е спирачка за растежа в Русия за дълго време. Светкавичната война, водена от Русия срещу нейната съседка Грузия в Кавказ, също повишава недоверието на западните сили спрямо една страна, смятана още за твърде непредсказуема.
Първи последствия от кризата:
- внезапен срив на финансовия център на Москва, по-специално на основните ценни книжа;
- спад в данъчните приходи на държавата, следователно на нейния инвестиционен капацитет;
- бърз спад в обменния курс на рублата, която се обезценява значително към края на годината, а това кара експертите да прогнозират продължаване на политиката на „постепенна девалвация“ на националната валута;
- бавно спадане на огромните резерви на централната банка, която поддържа валутата и банковата система;
- повишаване на безработицата;
- драстично намаляване на производството в различни промишлени отрасли.

Глобалната криза може да доведе до общо влошаване на макроикономическите показатели на страната, което ще доведе до ограничено поле за маневриране в икономическата политика, а геостратегическите и военните ѝ амбиции ще са по-скромни.
Руската изпълнителна власт се стреми преди всичко към подкрепа на реалната икономика, като се застъпва интервенционистка политика, протекционистка граница като се опира на Федерална антимонополна служба за насърчаване на вътрешното търсене със съдебно производство срещу дружеството Mechel през юли 2008 г., както и на рязко увеличение на данъчното облагане на вноса на чуждестранни моторни превозни средства от 2009 г.
Обратно, разполагайки със значителен финансов лост чрез намесата на Фонд за стабилизация, резултат от приходите въглеводородни продукти (173,2 милиарда щатски долара към 1 декември 2008), руското правителство умножава интервенционистките действия спрямо частни фирми, до поемане на контрола над тях, като укрепва по този начин държавното участие в ключови икономически сектори.

### Политика на Путин
Владимир Путин е президент на Русия от януари 2000 до май 2008 и след това отново през 2012. В сферата на международните отношения Путин прави някои изключително критични изказвания по адрес на външната политика на САЩ и други западни държави. През февруари 2007 на редовната конференция по политика за сигурност той критикува „монополистката доминация в глобалните отношения“ на САЩ и изтъква, че САЩ демонстрират почти необуздана хиперупотреба на сила в международните отношения. Путин заявява още, че „в резултат на това, никой не се чувства в безопасност“, „защото никой не може да усети международното право като каменна стена, която да го защити“, „разбира се, такава политика стимулира военна раса.“. Някои политически журналисти отбелязват, че това е резултат от глобалното поскъпване на петрола. Путин предлага конкретни инициативи като установяване на международни центрове за обогатяване на уран и предпазване от употреба на оръжия в космоса. През януари 2007 в интервю Путин казва, че Русия приветства свят на мултидемократични сили и засилване на системата на международното право.
Въпреки че Путин е категоризиран като автократ от някои западни медии и политици, неговите отношения с бившия американски президент Джордж Уокър Буш, бившия бразилски президент Луис Инацио Лула да Силва, бившия венецуелски презсидент Хюго Чавес, бившия германски канцлер Герхард Шрьодер, бившия френски президент Жак Ширак и бившия италиански премиер Силвио Берлускони са приятелски настроени. Отношенията на Путин с канцлера на Германия Ангела Меркел са от една страна „по-делови“, в сравнение с нейния предшественик Герхард Шрьодер, който след края на мандата си заема пост във воден от Русия газ-консорциум, но също така „по-хладни“ след украинската криза. През 2005 Путин и бившият канцлер на Германия Герхард Шрьодер преговарят за изграждането на основен газов поток на територията на Балтика, което е изключително споразумение само между Русия и Германия. През същата година Шрьодер присъства на 53-тия рожден ден на Путин в Санкт Петербург.
След атаките от 11 септември 2001 в САЩ, Путин се съгласява за установяване на военни бази в централната част на Азия преди и по време на водената от САЩ война в Афганистан. Руските националисти тогава отчитат установяването на американското военно присъствие на територията на бившия СССР и очакват Путин да държи САЩ далече от Централна Азия и републиките, или поне да заяви оттеглянето на Вашингтон от тези бази, когато военната намеса не е нужна. По време на разоръжаването на Ирак през 2002 – 2003 Путин се противопоставя на намеренията на САЩ за инвазия в Ирак без резолюция на СС на ООН, която да оторизира подобна военна намеса. След официалното обявяване на края на войната американският президент Буш моли ООН да бъдат снети санкциите от Ирак. Путин се противопоставя на вдигането на санкциите с тезата, че комисията на ООН първо трябва да си свърши работата да търси оръжия за масово унищожение на територията на Ирак.
Общността на независимите държави, традиционна сфера на влияние на Москва, се превръща в приоритет на руската външна политика по времето на Путин, в момент когато ЕС и НАТО се разраснаха към централна Европа и балтийските републики. По време на президентските избори в Украйна през 2004 Путин 2 пъти посещава Украйна, за да покаже подкрепата си за украинския премиер Виктор Янукович, който прави впечатление за прокримски настроен кандидат и го поздрави за очакваната победа преди официалните избори да се проведат. Личната подкрепа на Путин към Янукович е критикувана многократно и е смятана за неофициална намеса във вътрешната и външната политика на Украйна като суверенна държава. Това поражда и кризи в отношенията на Русия с Грузия и Молдова, като двете бивши съветски републики обвиняват Москва в подкрепа на сепаратистки етноси на тяхна територия. Руските отношения с Балтийските страни също остават напрегнати. През 2007 руско-естонските отношения допълнително се влошават вследствие на спора „Бронзовия войник“. Путин взима лична страна в разпространението на „Акт на канонично съединение с Московската патриаршия“, който е подписан на 17 май 2007 и възстановява отношенията между Москва, базирана на Руската православна църква и Руската православна църква извън Русия след 80-годишно разделение. В официално обръщение в Генералната асамблея на 26 април 2007 Путин заявява планове за обявяване на мораториум за наблюдение на Пакта за конвенционални оръжия в Европа от Русия, докато всички страни членки на НАТО го ратифицират и започнат да следят запасите си, така както Русия го прави на многонационално ниво. Путин критикува новите страни членки на НАТО, които не са ратифицирали пакта все още, че може да настъпи нарушение на баланса на руските и натовските въоръжени сили в Европа и това може да доведе непредсказуема ситуация за Русия. Страните членки на НАТО няма да ратифицират споразумението, докато Русия не премахне въоръжените си сили от Молдова и Грузия, изпратени чрез споразумение през 1999 в Истанбул. Руският външен министър Сергей Лавров казва в отговор, че „Русия има намерения да изпълни задълженията си по клаузите на споразумението“. На 11 декември 2007 Русия прекратява членството си в пакта и на следващия ден САЩ официално изказват „съжаление за това, че решението на Руската федерация е да прекрати членството и задълженията си по споразумението“. Говорителят на Държавния департамент Шон Маккормак добавя, че Руските конвенционални сили са най-големите на територията на Европа и това уврежда успешния контрол на оръжията“. Основното притеснение на НАТО, затова че Русия отказва споразумението е, че може да възстанови военното си присъствие в Северен Кавказ. Месеците след речта на Путин в Мюнхен са белязани от напрежение и реторика от двете страни на Атлантика. В „Деня на победата“ Путин казва, че „тези заплахи няма да намаляват, а само ще се трансформират и ще променят облика си. Тези нови заплахи, също като Третия Райх, показват същата концепция за човешкия живот и същия начин за установяване на едноличен диктат над целия свят“. Това е интерпретирано от някои руски и западни анализатори като съпоставка на САЩ с нацистка Германия. В навечерието на 33-тото заседание на Г8 в Хайлигендам, американската журналистка Анне Апълбаум, женена за полски политик, пише че „въпреки кибервойната в Естония, заплахите за газовите доставки в Литва или бойкотирането на грузинското вино и полското месо, Путин ясно изрази през последните няколко години, че иска да възстанови руския интерес в бившите републики в Европа, независимо дали тези републики са с руско влияние или не. По същото време Путин пояснява, че вече не разпознава западните нации като търговски партньори, а като заплахи от времето на Студената война“.
Британският историк Макс Хейстингс описва Путин като „духовен наследник на Сталин“ в статията си „Ще се бием ли с Русия този век?“ Британският академик Норман Стоун в статията си „Нищо чудно, че харесват Путин“ сравнява Путин с Генерал Шарл де Гол. Ади Игнатиъс казва че „Путин...не е Сталин. Няма масови гонения в днешна Русия, няма обхватен климат на терор. Но Путин възстановява една силна страна и всеки, който застане на пътя му ще си плати.“ В същата тази статия, Хейстингс казва: въпреки че „връщане към директна военна конфронтация от времето на Студената война е малко вероятно, идеята (но също и като нотата, бел. прев.) за приятелство между Запада и Русия е „писмо, което не може да бъде доставено“. И двете страни, руската и американската, официално отказват идеи за нова Студена война. По този повод американският секретар на отбраната Робърт Гейтс казва на конференция в Мюнхен, че „ние се сблъскваме с много общи проблеми и предизвикателства, които трябва да бъдат отнесени към сътрудничеството с други страни, включително Русия...една Студена война ни беше предостатъчна“
Владимир Путин в официално изказване на 33-тата Среща на върха на Г8 на 4 юни 2007: „Ние не искаме конфронтация, искаме да водим диалог. Обаче искаме диалог, който зачита равенство в интересите и на двете страни“. Политиката на Путин се противопоставя на Американския ракетен щит в Европа, представен от президента Джордж Буш, с контрапредложение на 7 юни 2007 за предоставяне за употреба на радарна система от времето на СССР в Азербайджан, вместо изграждане на нова в Полша и Чехия. Путин показва готовност да модернизира радарната база „Габала“, която е в експлоатация от 1986. Той предлага да не се слагат ракетни прихващачи в Полша, а в Турция или в Ирак. Путин предлага равно включване в проекта на всички заинтересувани европейски страни.

### Текущи проблеми
В края на 2013 започва ниска точка в политиката на Путин и външната политика на Русия като цяло, като САЩ за първи път отменят среща на високо равнище, заради случая с Едуард Сноудън. През този период Путин подписва с Янукович редица споразумения, които предизвикват неодобрение на опозицията в Украйна, като през времето на стълкновения между управляващи и опозиция, руски войски навлизат в украинска територия и анексират първоначално Крим, а по-късно Одеса, както и правят опити да присъединят и други области от Украйна към РФ, предимно под натиска на военно присъствие или чрез сепаратисти. Заради кризата в Украйна е отменена среща на Г8 в Сочи, като членовете на Г7 отказват присъствие.
Според икономиста Андрей Иларионов, живеещ в САЩ, т.нар. украинска криза е всъщност война на Русия срещу Украйна, която е само начало (заедно с войната от 2008 срещу Грузия) на една мащабна, макар и неконвенционална, Четвърта световна война на Русия срещу Англосаксонския свят и страните от неговата „линия“, като цел на Русия е да създаде в негова опозиция „Руски свят“; тук разбирането на Кремъл е, че Студената война от 70-те г. на 20 век е била Трета световна война.
Според световноизвестния американски политолог Франсис Фукуяма „Русия се бори за възстановяването на своето национално достойнство, а кризата около Украйна няма никакво отражение над територии извън бившия СССР“.

## Международни организации
Виж по-горе Отношения с НАТО
Виж по-горе Отношения с ЕС
Сред държавите основателки на ООН е Руската федерация, член на организациите от системата на ООН, постоянен член (наследявайки мястото на СССР) на Съвета за сигурност на ООН, както и на редица регионални международни организации, сред които: Общността на независимите държави, Организацията за сигурност и сътрудничество в Европа, Организацията на договора за колективна сигурност, Шанхайската организация за сътрудничество, Евразийската икономическа общност и др.
- Русия е постоянен член на Съвета за сигурност на ООН, което ѝ дава право на вето при взимане на решения. Преди 1991 г. СССР заема мястото на Русия, но след разпада на Съюза Русия става наследник на мястото и членството на СССР в ООН, както и във всички негови органи и организации.
- Русия е активен участник в мнозинството от органите и организациите на ООН, включително Общото събрание, Съвета за сигурност, Организацията за храни и земеделие (ФАО), Конференцията за търговия и развитие на ООН и др.
- Русия също така взема активно участие в някои от най-важните мироопазващи мисии на ООН, включително мисиите на ООН в Сиера Леоне, Босна и Херцеговина, Кот д'Ивоар.